# Sulaiman Addonia
Sulaiman Addonia (tigrinska: ሱላእማን ኣድዶንኣ) är en etiopisk-eritreansk författare. Addonia är bosatt i Bryssel, Belgien, och skriver även kolumner för en belgisk dagstidning. Debutromanen, The Consequences of Love (2008) nominerades till Commonwealth Writers' prize och har översatts till mer än 20 språk.

## Biografi
Addonia föddes i byn Om Hajer i Eritrea. Han vet själv inte när han föddes, men 1975, under eritreanska självständighetskriget, när han var ett litet barn, överlevde han en massaker i byn, där flera hundra personer mördades. Hans broder hittades levande i en hög av kroppar. Några månader senare misshandlades hans fader till döds av främlingar. Tillsammans med sina syskon tog sig Addonia från Eritrea till ett flyktingläger i Sudan. Under de följande åtta åren flyttade Addonia runt från läger till läger.
Efter två år i Sudan flyttade modern till Saudiarabien för att arbeta, och Addonia och hans syskon uppfostrades av morföräldrarna. Tillsammans med sin bror flyttade Addonia till Jidda när han var tio år gammal. Där lärde han sig att älska litteratur. Genom vänskapen till en intellektuell med många kontakter, kunde de även få tag på bannlysta romaner av författare såsom Tayeb Salih, Victor Hugo och Virginia Woolf. Genom hårda studier fick Addonia goda betyg.
1990 lämnade Addonia Jeddah tillsammans med sin broder, och flyttade till Kilburn i London, där de bodde med en avlägsen släkting. Addoniah kunde ingen engelska, men vandrade längs Londons gator och försökte lära sig stadens historia. Vid ett lärosäte studerade han engelska, och för att ta sig bort från den starka eritreanska gemenskapen i norra London flyttade han till Croydon, längre söderut i staden.
2000 fick Addonia ett brittiskt medborgarskap. Efter studier i utveckling och nationalekonomi, bland annat vid University College London, träffade han en belgisk partner, och de flyttade till Bryssel. I Bryssel skriver han bland annat kolumner för en dagstidning. Han har även grundat en skrivarakademi för flyktingar och asylsökande, liksom Asmaras och Addis Abebas litteraturfestival i exil.